# Thuidium calyptratum
Thuidium calyptratum là một loài Rêu trong họ Thuidiaceae. Loài này được (Sull.) Paris miêu tả khoa học đầu tiên năm 1898.